# Mimose Géry-Goodorally
Mimose Géry-Goodorally, née vers 1971, est une judokate mauricienne.

## Carrière
Évoluant dans la catégorie des moins de 52 kg, Mimose Géry-Goodorally est médaillée d'argent aux Jeux des îles de l'océan Indien 1990 à Madagascar. Elle est médaillée de bronze aux Championnats d'Afrique féminins de judo 1991, médaillée d'argent aux Championnats d'Afrique de judo 1992 à Maurice et médaillée de bronze aux Jeux des îles de l'océan Indien 1993 aux Seychelles ainsi qu'aux Championnats d'Afrique de judo 1994 à Tunis. Elle remporte la médaille d'argent aux Jeux africains de 1995 à Harare.